# 中国2010年上海世界博览会沙特馆
中国2010年上海世界博览会沙特馆是2010年上海世博会上代表沙特阿拉伯的展馆，位于世博园区A片区，占地面积6,100平方米，主题为“生命的活力”。沙特馆是上海世博会中投资最大的展馆，规模也仅次于中国国家馆。
沙特馆的外形呈现出“月亮船”的造型，象征着中国向西方的“海上丝绸之路”。“月亮馆”底部种有沙特植物和中国植物，顶部花园上还种有150棵枣椰树。 展馆内部则建有一个世界上最大的IMAX三维影院，影院总面积达到1,600平方米。
沙特馆是2010年上海世博会最热门的展馆。2010年6月初，沙特馆前的排队时间迅速攀升至10小时。2011年1月沙特馆由沙特参展方捐赠给中国。2011年9月，沙特馆正式命名月亮船重新开放。
2012年，沙特馆在宁夏回族自治区银川市中华回乡文化园原比例重建。
2016年10月8日，月亮船馆正式关闭。而后于2017年3月，江苏省常州市与沙特亦签署谅解备忘录，启动沙特馆重建计划。